# カスタム・マスター
『カスタム・マスター』（原題：Bitchin' Rides）は、ディスカバリーチャンネルで放送されている、アメリカのユタ州ソルトレイクシティにある自動車カスタム・ショップ「キンディグ・イット・デザイン」(Kindig It Design)を舞台としたリアリティ番組である。当番組は最初のシーズンで成功し、ヴェロシティの中で最も人気のあるTVシリーズにもなっている。2025年現在、本国アメリカではシーズン11、日本ではシーズン10まで放送されている。

## 概要
カーデザイナーであり、キンディグ・イット・デザインのオーナーでもあるデイブ・キンディグ(Dave Kindig)が、顧客の厳しい要求に応えながら、デザインからカスタムまで、車が作られていく様子を視聴者に紹介する番組である。
『カスタム・マスター』は、現在モータートレンド・オンデマンドとして知られるヴェロシティでも視聴できる。
各エピソードは、まずデイブがクライアントに会い、車をレビューし、要望を聞いてデザインを作成し、チームは分解して車両を再ビルドする。完成後、依頼人にお披露目し納車する。
これまでに手がけた主なプロジェクトは、33年式フォード・チューダー、57年式シボレーコルベット、アウディ・R8 スパイダー、69年式シボレー・カマロ、62年式フォルクスワーゲン・バス、GM・フューチャーライナー などである。
工場は27,000平方フィートを超える大きさを誇りかなり広い。出演するメカニックの人数も他の自動車番組よりも多く、また数十台（シーズン1第9回の時は40台）のカスタムを同時平行して行っている。小さなカスタム・ショップの場合、塗装や内装は外注する場合が多いが、キンディグ・イット・デザインでは自社で行っている。

## 出演者

### キンディグ・イット・デザイン
デイブ・キンディグ Dave Kindig
役職：オーナー兼カーデザイナー
番組では「ヤギヒゲ」とも呼ばれている長いアゴヒゲが特徴。彼のデザインは、ホットウィール、レゴ、といった子供の頃の情熱に基づいて作られている。妻のチャリティとはダンスクラブで出会い、意気投合し後に結婚。働きながら、いつかは自分の店を持ちたいと考えており、末っ子が生まれたら、仕事を辞め、自身の店を企業するつもりだった。そして1999年にドリューが生まれると、わずか6週間後に2人でキンディグ・イット・デザインを立ち上げた。2014年より自身の店を舞台とした『カスタム・マスター』の放送が開始される。キンディグは、カスタム・カーの製造者としてビジネスの成功者となった。
本人によると、毎日仕事に出かけるのが大好きで、「働く」という感覚で仕事をすると上手くいかないので、楽しむのが大事だという。妻チャリティーと子供のベイリー＆ドリューを愛しており、オフの時は、ゴルフやコンサートに家族で出かけている。フォルクスワーゲンが好きで、フォルクスワーゲンクラブに入っている。番組でも何回かVWをカスタムしている。
チャリティ・キンディグ Charity Kindig
役職：オーナー兼副社長
キンディグ・イット・デザインの共同設立者であり副社長。ホットロッドとカー・クラブのメンバーである父親と、クラシックカーのファンだった母親の影響で、幼い頃から車に興味を持って育つ。最初の車は1967年式シボレー・マリブ（当時はシェベルの上級グレード）で、父親と一緒にビルドした。そのクールな車でダンスホールに行っていた時に、デイブと出会った。趣味が一緒だったことから互いに惹かれ合い結婚。チャリティは車のアフターマーケットショップで働きつつ、最終的にマネージャーにまで出世するが、デイブの若い頃からの夢であった自身のカスタム・ショップを開きたいという夢を2人で叶えるため、1999年にキンディグ・イット・デザインを起業する。現在も副社長として、会社のほぼすべての部分を監督している。
ベイリー・キンディグ Baylee Kindig
役職：マーケティング・アパレル・ウェブサイト
デイブとチャリティの娘。16歳の時からキンディグ・イット・デザインで働いている。最初はフロントで受け付けなどをしていたが、現在はオフィスでマーケティングやショップの公式ウェブサイトなどのソーシャルメディア、及び販売しているTシャツやキャップなどのアパレルも担当している。
フォルクス・ワーゲンが好きで1967年式ビートルを所有している。
従業員であるケイデンと結婚した。フーチという名前のペットを飼っている。
ケビン Kevin Schiele
役職：ショップ・フォアマン
2004年からキンディグ・イット・デザインに勤務しているフォアマン。店とメカニックを統括している、分かりやすく言うと主任、昔の言い方をすると職長のようなポジション。専門はエアライドのサスペンション。デイブとは非常に仲が良く、仕事中にもよくふざけあっている。プライベートでも遊ぶなど友人関係である。黒いキャップをいつも被っているのが特徴。
「Severed Ties Truck Club」のソルトレイク支部のメンバーであり、数台のカスタム・スポーツトラックを個人的にビルドしている。海が好きで、ビーチを散歩したり、ボート遊びしたり、ウミガメと遊んで楽しんでいる。
ヴァレリー Valerie Gillies
役職：オフィス・マネージャー
2004年からキンディグ・イット・デザインで働いており、コレクション、顧客関係、クライアントビルドの管理など、ショップの内部作業と調整を担当している。
ウィル Will Lockwood
役職：エンジニア
子供の頃から車好きで、ホットロッド雑誌で育ち、11歳でラジコンで遊び始めた。高校でメカニックとしての職業訓練を受け、卒業後は軍に入隊。湾岸戦争の砂漠の嵐作戦中にエイブラムス戦車で働いた。
デイブ・キンディグと出会ったのは1992年。デイブが自分の店を開くと、彼から一緒に働かないかと誘いを受け、2003年に入社した。
レーン Lane Sukowaty
役職：電気系統および機械のスペシャリスト
長年、自動車の製造とレースをしていた父親の影響で車に情熱を持ち、自動車メンテナンスのWyoTechから卒業証書を取得した。エレクトロニクスのスペシャリストとしてハイエンドの車両オーディオシステムを設置する。
ケイデン Kaden Cornett
役職：Apparel Honey Badger
ユタ州北部とオグデン地域で育ち、子供の頃からさまざまなショーに出かけるなど車好きだった。軍用トラックを個人向けにカスタムする会社で働き、そこで金属加工、溶接、塗装、組み立てを学ぶ。その後、ベイリーに出会うと、彼女に近づくためソルトレークに引っ越した。ベイリーのつてで、2016年8月よりキンディグ・イット・デザインで働くことになった。エンジン、サスペンション、ペイントに精通している。いつか妻と一緒に自分の店を経営したいと思っており、ここで運営経験を学んでいる。
ブランドン Brandon Jones
役職：車体担当
ユタ州出身。妻、娘と息子、2匹のピットブルと暮らしている。若い頃から車のカスタム業界で働いており、2009年にキンディグ・イット・デザインに入社。担当はボディワーク。控えめな性格で、ビールとカスタムハーレーを愛している。
エリック Eric Larsen
役職：加工担当
ユタ州セントジョージで育ち。様々な店で金属加工のキャリアを始め、オートバイをカスタマイズして、国や都市のギャラリーに収められるような多くの芸術作品を制作した。2006年に新しい機会を探すためにソルトレイクシティに移り、キンディグ・イット・デザインで働き始める。そして2013年にGM・フューチャーライナーのレストレーション・チームの一人として作業に携わる。専門は金属成形、精密溶接、グラスファイバー。家に帰ると、2匹の犬と素晴らしいガールフレンドが待っている。
デビッド David Pufahl
役職：ショップランナー
アイダホ州出身。10歳の時からキンディグ・イット・デザインに通い、デイブに案内をしてもらっていた。高校卒業後の、2012年10月にもう一度店に立ち寄り、ショップランナーを必要としていたデイブによって採用された。
ジェイソン Jason Pringle
役職：アセンブリ
自動車業界に20年以上携わっているベテランだが、ホットロッドについては独学で学んだ。カーオーディオ業界でキャリアをスタートさせ、最終的にはカスタムショップの仕事に引き寄せられた。キンディグ・イット・デザインには以前は下請け業者として関わっていたが、その後、常勤メンバーとして雇われることになった。手作業が好きで、ミニトラックを自分で作ることにも情熱を注いでいる。
グレッグ Greg Hebard
役職：加工
かつて自動車の街として知られていたミシガン州デトロイトで育つ。2005年にユタ州に移り、ユタ大学美術学部に進学。自由な時間にはオートバイを作るなど機械いじりにハマる。そして大学卒業後に、ホットロッド業界で機械工および加工担当として働き始めた。ファブリケーターという、伝統的な工具と技術を使用しゼロからカスタムパーツを制作することは、とてもやりがいがある仕事だと信じている。2014年11月にキンディグ・イット・デザインで働き始めた。
ジェイソン Jason Lynch
役職：メタルショップマネージャー
ケンタッキー州で育ち、父親のジムから実践的なビルドスキルを教え込まれた。ディーラー技術者としてキャリアをスタートさせ、その後すぐに複数の修理工場のマスターテックとして働いたが、修理業界に飽きて、カスタムの世界に身を寄せる。夢を追いかけ、ユタ州ローガンの別のカスタムショップに引っ越し、そこでも別の技術を身につける。専門はすべてであり、ボディ、インテリア、加工、塗装、組み立て、電気技術などオールマイティーにこなす超人。
デイブに出会い、自分に何ができるかを彼に見せると「チームに入れたい」と言われ、ソルトレイクシティに連れて行かれ、2015年1月からキンディグ・イット・デザインの一員となった。趣味はスキーとスノーボード。
ブライアン Brian Gull
役職：ボディーマン
2014年7月にキンディグ・イット・デザインに参加した。その前は、さまざまな企業の衝突修理技術者として働いていた。専門はボディワークで、その筋の第一人者。一見地味な仕事だが、この仕事を変えるつもりはないという。
18年前に結婚しており、12歳と9歳の2人の息子がいる。家族と時間を過ごすのと、釣りに行くのが好き。
ハビエル Javier Lopez
役職：ボディーマン
メキシコで生まれ育ち、のちに米国に移住した。過去25年以上にわたって主にボディマンとして働いている。妻のメアリーベルと結婚しており、2人の娘と、2人の孫がいる。デイブとは共通の友人を通じて知り合い、キンディグ・イット・デザインでパートタイムとして働き始めた。2016年5月からはフルタイムで勤務している。
マイク Mike Wilkins
役職：ボディーマン
ワイオミング州シャイアン出身。父親や祖父が車の仕事をしていたという筋金入りの家系で育ち、幼い頃から車への情熱は熱かった。大人になるつれて、車への情熱はやがて生き方になり、得に絵を描くことへの愛情と、車やオートバイへの興味と自然に融合。独学ではあるがエアブラシアーティストとなった。結婚し、息子が生まれると、子供と一緒に『カスタム・マスター』を見るのが楽しみで、いつかはキンディグ・イット・デザインのような店で働くことができれば夢が叶うと妻や息子に話していた。ある日、友人からFacebookで、キンディグ・イット・デザインでボディテックを募集していることを知り、妻と話し合った後、今の仕事を辞め、履歴書をマネージャーのブライスに提出した。そして採用され、2018年3月に正式に働く事になった。夢を実現させた希有な例といえる。
ライアン Ryan Pranghofer
役職：ボディーマン
オレゴン州南部の小さな町クラマスフォールズで生まれ育つ。小学生の時に父親と一緒に車をイジり始め、それがストリート・トラックに対する情熱を発展させた。17歳の時には、あちこちのショーに持ち込み、いくつかの賞を受賞したり、トラック雑誌で取り上げられたりした。しかし住んでいたクラマスフォールズでは、カスタムカーの仕事の機会は非常に限られており、長年にわたり衝突作業を行ってきた。だが本当にやりたい仕事は、車のカスタム作業だった。ライアンは自分の情熱を追求するためには、最終的には冒険しなければならないことを知っていた。そして2017年10月にキンディグ・イット・デザインのデイブを訪ねた。彼は履歴書を送るように言ったので実際に送り、そして店で2週間後にテストトライアルが始まった。ガールフレンドのクリスティーナとソルトレイクシティに引っ越し、ほとんどの週末は街の探索と、できる限りストリート・トラックショーに参加している。
マシュー Matthew Wolfe
役職：ボディーマン
カンザス州で育つ。子供の頃からCDプレーヤーを分解したり、ワイヤー、ウインカーの電球から独自のライトを作ったり、何がどのように機能するかを知るために物をいじるのが好きな子だった。父親のの足跡をたどり、車を修理してレースをしたいと思っており、自動車の潤滑油技術者としてキャリアをスタートする。父親がボディショップを開いたとき、自動車の知識を深めるために飛びつき、7年後にはリードボディテックになった。やがてもっと大きな所に移るべきだと思い、カンザス州を飛び出し、ユタ州ソルトレイクシティにやってきた。だがキンディグ・イット・デザインで働くとは夢にも思っていなかった。暇な時は、外に出て自然を探索するのが好きで、カスタム/レプリカのホットホイールをビルドしたり、ホイールで何かを変更したりしている。
ダニエル Matthew Wolfe
役職：金属加工
ニューメキシコ州アルバカーキ生まれ。幼い頃から父親は数え切れないほどの車のショーに連れて行かれ、夜には一緒に車のカスタマイズをした。100％独学の溶接工ではあるが、多くのカスタムエアサスペンションを構築しており、最大の成果の1つは家の外でビルドしたトラックで、『Truckin、Street Trucks』などの複数の雑誌や、SEMAショーでも取り上げられた。
キンディグ・イット・デザインに申請書を送ると、翌日には電話がかかってきた。2018年7月に雇われることになり、ガールフレンドのジェイミーと2匹の犬と共にソルトレイクに引っ越した。
フレディ・カールソン Freddy Carlson
役職：ペインター
ユタ州オレム出身。オレム高校を卒業し、プレザントグローブのロッキーマウンテンコリジョンで20年近く衝突修理事業に従事した。弟の勧めで自動車産業に参入し、最終的にペインターとなった。自動車補修のスペシャリストであり、塗料メーカーの代表の推薦で2017年7月からキンディグ・イット・デザインで働き始めた。
既婚者で12歳と9歳の2人の子供がいる。スポーツが好きで、特にサッカーが好き。音楽にも情熱を傾けており、20年以上ギターを弾いている。また、ビーチでの散歩、子犬、リースのピーナッツバターカップも好き。
ブラッド Brad Tippetts
役職：ヘッド・ツアーガイド
ユタ州グランツビル出身で、車好きの男として育つ。空軍予備軍に入隊し、人生の大部分にあたる26年間勤務。最終階級はチーフ・マスター・サージェント。除隊後の2014年10月にキンディグで働き始め、ツアーガイドとしてショップに来る世界中の人々と交流することを楽しんでいる。
関心がある事は、クラシックカー、カーショーへの参加、そして車のコレクション。妻のホリーと結婚し、2人の娘がいる。娘のシドニーはデリックと結婚し、もう一人のマディソンもヨルダンと結婚した。また孫娘、ケンドールも生まれた。
ジャスティン Justin Munk
役職：電気および機械のスペシャリスト
ライマン出身。父親が業界で働いており、それを手伝いながら車両をより良く走らせて走らせる機械的利点に対する愛を教わった。主にローワイドタイヤ、スラミング、チョッパー、プロストリートハーレーなどのカスタムハイエンドバイクを作ることが好み。
過去にゼネラルモーターズで働いており、GMの世界クラスの技術者、ASEマスター技術者である。また、ビジネスファイナンスの学士号も取得している。ジャスティンはペースを変えたいと思いキンディグに履歴書を送り、ソルトレイクシティに出てトライアルウィークをするように頼まれ、2018年7月に雇用された。妻のアンバーと結婚しており、2人の娘がいる。
ジャスティン Justin Stephens
役職：内装
コリン Justin Munk
役職：組立技術者
デイブ Dave Givens
役職：金属加工
ハワード Howard Coliflower
役職：金属加工
イジー Izzy Pullings
役職：金属加工
カイラー Kyler Bench
役職：ドアハンドル・ウィスパラー
プーズ Poohz Sommer
役職：プロディテール／ウォーキングサンシャイン

## 放送リスト
放送リストは本国アメリカでのもの。他のディスカバリーチャンネルの番組と同じく、日本での放送ではシーズンの区切り方や放送順序が異なる場合もある。

### シーズン1
全10回
| 話数 | 原題                                         | 日本版タイトル                       | 放送日         |
| ---- | -------------------------------------------- | ------------------------------------ | -------------- |
| 1    | Grandma's Ride Gets Revived                  | 1934年式ダッジ                       | 2014年9月2日   |
| 2    | There's an Ass for Every Seat                | フォード・ピックアップトラック       | 2014年9月9日   |
| 3    | More Than One Way to Skin a Cat (and a Bird) | アウディR8スパイダー                 | 2014年9月16日  |
| 4    | Mile High Rod Run                            | フォード・ロードスター・ピックアップ | 2014年9月23日  |
| 5    | Why Haul Hay When You Can Haul Ass?          | シボレー・ピックアップ               | 2014年9月30日  |
| 6    | The Juice Is Worth the Squeeze               | フォード・チューダー                 | 2014年10月7日  |
| 7    | The Phantom Fleetside                        | ファントム・フリートサイド           | 2014年10月21日 |
| 8    | Lights, Cameras, Auto-Rama                   | オートラマ・カーショー               | 2014年10月14日 |
| 9    | A Future What?                               | GMフューチャーライナー 前編          | 2014年10月28日 |
| 10   | The Future Never Looked So Good              | GMフューチャーライナー 後編          | 2014年10月28日 |

### シーズン2
全12回
| 話数 | 原題                                      | 日本版タイトル                   | 放送日         |
| ---- | ----------------------------------------- | -------------------------------- | -------------- |
| 1    | Baby Needs a New Pair of Shoes            | 1959年式ビュイック・インヴィクタ | 2015年9月29日  |
| 2    | Blue Suede Shoes                          | 1970年式マスタング               | 2015年10月6日  |
| 3    | Clean Up on Aisle '32                     | 1932年式ロードスター             | 2015年10月13日 |
| 4    | Just Cuz You Can, Doesn't Mean You Should | 1942年式インパラ                 | 2015年10月20日 |
| 5    | Orange Is the New Orange                  | 1954年式フォード                 | 2015年10月27日 |
| 6    | From Malibu to the Mailboost              | 1964年式マリブ                   | 2015年11月3日  |
| 7    | This Is Gonna Be a Challenge              | 2013年式ダッジチャレンジャー     | 2015年11月3日  |
| 8    | Double Trouble                            | 1969年式カマロ                   | 2015年11月10日 |
| 9    | Fore!                                     | 1967年式シボレー・ノヴァ         | 2015年11月17日 |
| 10   | Why Wouldn't Ya?                          | 1968年式シボレー・シェベル       | 2015年11月24日 |
| 11   | Copper, Copper, Copper                    | 1960年式キャデラック             | 2015年12月1日  |
| 12   | The Copper Caddy                          | カッパー・キャディー             | 2015年12月1日  |

### シーズン3
全12回
| 話数 | 原題                                              | 日本版タイトル                              | 放送日         |
| ---- | ------------------------------------------------- | ------------------------------------------- | -------------- |
| 1    | That's Not an Engine... That's a Kevdogg          | 1952年式ポンティアック 前編                 | 2016年10月11日 |
| 2    | Mischief                                          | 1952年式ポンティアック 後編                 | 2016年10月11日 |
| 3    | If Your Car Ain't Turning You On, Get Another One | 1969年式カマロ                              | 2016年10月3日  |
| 4    | The Bitchin' Gasser                               | 1957年式シボレー ガッサースタイル           | 2016年10月25日 |
| 5    | We Can Work This Out                              | 1972年式 シボレー・ブレイザー               | 2016年11月1日  |
| 6    | It's a Super Car Farm Truck... Duh?               | 1955年式フォード・ピックアップトラック 前編 | 2016年11月15日 |
| 7    | The F Five OHHHHHHH                               | 1955年式フォード・ピックアップトラック 後編 | 2016年11月22日 |
| 8    | It's Like 1929 in Here                            | 1929年式フォード・ロードスター              | 2016年11月29日 |
| 9    | Back to Basics                                    | 1965年式ワーゲンバス 21ウインドウ           | 2016年12月6日  |
| 10   | De-Pimp My Ride Please                            | 2014年式ジャガーXJL                         | 2016年12月13日 |
| 11   | BAnyone Know Where I Can Find a Bitchin' Ride?    | 1968年式カマロ                              | 2016年12月20日 |
| 12   | Nomad? No Way!                                    | 1955年式シボレー・ノマド                    | 2016年12月27日 |

### シーズン4
全16回
| 話数 | 原題                                           | 日本版タイトル                          | 放送日         |
| ---- | ---------------------------------------------- | --------------------------------------- | -------------- |
| 1    | New Season, New Headache                       | 1957年式フォード・フェアレーン 前編     | 2017年10月3日  |
| 2    | Mint Condition                                 | 1957年式フォード・フェアレーン 後編     | 2017年10月3日  |
| 3    | It Sounds Bitchin'. Let's Make It Look Bitchin | 1952年式ポンティアック                  | 2017年10月10日 |
| 4    | The One Where Nick Gets Arrested               | 緑色の1969年式カマロ                    | 2017年10月17日 |
| 5    | The Supernova                                  | 1967年式シボレー・ノヴァ                | 2017年10月24日 |
| 6    | Land of 10,000 Bitchin' Rides                  | シボレー・ノマド風ゴルフカート          | 2017年10月31日 |
| 7    | That's One Bitchin' Grocery Getter             | 1927年式シャドウ・ロッド                | 2017年11月7日  |
| 8    | I Blew Your Inheritance on a Bitchin' Ride     | 1958年式リンカーン・コンチネンタル 前編 | 2017年11月14日 |
| 9    | A Lincoln Legend                               | 1958年式リンカーン・コンチネンタル 後編 | 2017年11月21日 |
| 10   | On the Road Again                              | 1929年式フォード・ロードスター          | 2017年11月28日 |
| 11   | A Family Affair                                | 1967年式シボレー・シェベル              | 2017年12月5日  |
| 12   | It's Getting Hot in Here                       | 1957年式シボレー・コルベット            | 2017年12月12日 |
| 13   | If It Was Easy, Anyone Could Do It             | 1957年式フェアレーン＆1955年            | 2017年12月19日 |
| 14   | The Future Is Now                              | 1932年式フォード・ロードスター          | 2017年12月26日 |
| 15   | The Secret Client                              | 1967年式ポンティアックGTO 前編          | 2018年1月2日   |
| 16   | GT... Ohhh Hell Yeah!                          | 1967年式ポンティアックGTO 後編          | 2018年1月9日   |

### シーズン5
全14回
| 話数 | 原題                                      | 日本版タイトル               | 放送日         |
| ---- | ----------------------------------------- | ---------------------------- | -------------- |
| 1    | We Build Bitchin' Rides                   | 1964年式ランチェロ1 前編     | 2018年10月9日  |
| 2    | 24k Magic                                 | 1964年式ランチェロ1 後編     | 2018年10月16日 |
| 3    | The Little Sister                         | キャデラック CTS-V           | 2018年10月23日 |
| 4    | A Caldera What?                           | デイブの極秘プロジェクト     | 2018年10月30日 |
| 5    | Fiberglass Fiberglass and more Fiberglass | 近未来ハマー H2              | 2018年11月6日  |
| 6    | Green for the Money                       | ベンツ・ガルウィング         | 2018年11月13日 |
| 7    | The Snowball Episode                      | 1941年式シボレー             | 2018年11月20日 |
| 8    | The Hummer of the Future                  | ガルウィング 再び！          | 2018年11月27日 |
| 9    | Dave Kindig Guest Judge                   | 1955年式ノマド               | 2018年12月4日  |
| 10   | Where's the Gold Paulie                   | ストックトン・オート・ショー | 2018年12月11日 |
| 11   | Veruca Violet                             | 1963年式コルベット           | 2018年12月18日 |
| 12   | Little Red Corvette                       | 同じ年生まれの愛車           | 2019年1月8日   |
| 13   | The Last Mopar                            | 最強最大モパ―                | 2019年1月22日  |
| 14   | The Bitchin' Coronet                      | 1967年式ダッジ・コロネット   | 2019年1月29日  |

### シーズン6
全15回
| 話数 | 原題                      | 日本版タイトル                   | 放送日         |
| ---- | ------------------------- | -------------------------------- | -------------- |
| 1    | Finish What you Start     | 1941年式シボレー                 | 2019年9月25日  |
| 2    | Getting Jiggy With It     | キンディグ流シボレーC10          | 2019年10月2日  |
| 3    | The Last Frontier Cuda    | 1969年式シボレー・カマロ         | 2019年10月9日  |
| 4    | Car Show to the Stars     | 1962年式シボレー・コルベット     | 2019年10月16日 |
| 5    | Cut, Replace, Repeat      | ランボルギーニ・アヴェンタドール | 2019年10月23日 |
| 6    | Temptress                 |                                  | 2019年10月30日 |
| 7    | The Do-it-Yourself Nova   |                                  | 2019年11月6日  |
| 8    | 1200 Miles To Columbus    |                                  | 2019年11月20日 |
| 9    | Dave's New Toy            |                                  | 2019年11月27日 |
| 10   | Lean Mean Green Machine   |                                  | 2019年12月4日  |
| 102  | What Makes A Car Bitchin' |                                  | 2019年12月11日 |
| 11   | Back Again...             |                                  | 2019年12月18日 |
| 12   | Updating A Classic        |                                  | 2020年1月8日   |
| 13   | Stop And Go               |                                  | 2020年1月22日  |
| 14   | Finally!                  |                                  | 2020年1月29日  |

### シーズン7
全14回
| 話数 | 原題                           | 日本版タイトル | 放送日         |
| ---- | ------------------------------ | -------------- | -------------- |
| 1    | Easy Does It                   |                | 2020年10月21日 |
| 2    | Let The Chief Cook             |                | 2020年10月28日 |
| 3    | Let's Make Green Great Again   |                | 2020年11月5日  |
| 4    | Fireproof                      |                | 2020年11月11日 |
| 5    | Just A Couple Heres And Theres |                | 2020年11月18日 |
| 6    | Thank You For Your Service     |                | 2020年12月2日  |
| 7    | Unfinished Business            |                | 2020年12月9日  |
| 8    | Once In A Lifetime             |                | 2020年12月16日 |
| 9    | It's Alive!!                   |                | 2020年12月23日 |
| 10   | Fastback Fever                 |                | 2021年1月13日  |
| 11   | Challenge Complete             |                | 2021年1月20日  |
| 12   | Back From The Dead             |                | 2021年2月10日  |
| 13   | That's Never Been Done         |                | 2021年2月17日  |
| 14   | The Convertible C10            |                | 2021年2月24日  |

### シーズン8
全14回
| 話数 | 原題                          | 日本版タイトル | 放送日         |
| ---- | ----------------------------- | -------------- | -------------- |
| 1    | 'Mueller?'Mueller?            |                | 2021年10月5日  |
| 2    | The Holy Grail,But Customized |                | 2021年10月12日 |
| 3    | Meet Judge KevDogg            |                | 2021年10月19日 |
| 4    | Talking 'Bout Restoration?    |                | 2021年10月26日 |
| 5    | It's A Barn Door DeluXe       |                | 2021年11月2日  |
| 6    | The Big Brother               |                | 2021年11月9日  |
| 7    | Who Gets Number One?          |                | 2021年11月16日 |
| 8    | Introducing The Kindig CF1    |                | 2021年11月23日 |
| 9    | How We Got Here               |                | 2021年11月30日 |
| 10   | New York,New York             |                | 2021年12月7日  |
| 11   | The Pantera Of The Future     |                | 2021年12月14日 |
| 12   | Not So Subtle                 |                | 2021年12月21日 |
| 13   | Strawberry Rolls Forever      |                | 2021年12月28日 |
| 14   | Now That Is ABitchin' Ride    |                | 2022年1月4日   |